# Friedrich Mayer (Politiker, 1887)
Friedrich Mayer (auch: Mayr) (* 24. November 1887 in Zagreb; † 30. Mai 1937 in Wien) war ein österreichischer Soldat und Funktionär der Heimwehr und der Vaterländischen Front.

## Leben
Mayer absolvierte die Infanteriekadettenschule in Prag und wurde Berufsoffizier. 1916 wurde er zum Hauptmann befördert. Nach dem Ende des Ersten Weltkriegs wurde er Kommandant der Volkswehrkompanie Leonfelden, 1920 wurde er pensioniert. Anschließend arbeitete er in der Heimkehrerabfertigungsstelle und in der Bauabteilung der Brigade 4 in Linz. Im April 1920 war er führend an der Gründung und Organisation des „Selbstschutzverbandes Oberösterreich“ – der Heimwehr in Oberösterreich – beteiligt. 1921 wurde er zum Landesleiter ernannt und ab 1929 war er in der Bundesführung tätig. Von 1933 bis 1936 war er Bundesstabsleiter und zweiter Generalsekretär der Vaterländischen Front. Von 1934 bis zu seinem Tod gehörte er dem österreichischen Staatsrat und dem Bundestag an. 1937 war er Obmannstellvertreter der Organisation „Alt-Heimatschutz in Österreich“.